# Olof Cavallius
Olof Cavallius, född 30 november 1648 i Västra Torsås socken, Kronobergs län, död 13 mars 1708, var en svensk biskop, professor.
Cavallius blev 1679 filosofie magister i Uppsala, 1682 lektor i Växjö och samma år professor i historia i Lund. År 1686 utnämndes han till kyrkoherde i Virestad i Småland samt blev 1695 domprost och 1703 biskop i Växjö. Han omtalas som en skicklig och omtyckt lärare, själasörjare och predikant och som en av Sveriges mer utmärkta stiftschefer. Hans son Samuel blev stamfar för släkten Cavallin.